# Anás al Basha
Anás al Basha (Alepo, 1992-Mashhad, Alepo, Siria; 1 de diciembre de 2016) fue un famoso payaso sirio, conocido por sus actos solidarios tras animar a los niños de Alepo.

## Carrera
Anás al Basha fue un trabajador social que se disfrazaba de payaso para animar a los niños de la ciudad septentrional siria de Alepo. Los padres de Anas abandonaron la ciudad antes de que el gobierno pudiera consolidar el aislamiento de la ciudad y endureciera su asedio el verano pasado, pero el joven decidió quedarse.
Trabajó como director de un centro de una ONG llamada Space of Hope (Espacio de Esperanza), una de muchas iniciativas locales que pese a todo operan en Alepo. Esta organización ofrece terapia y asistencia económica a unos 365 niños que han perdido a uno o a ambos padres.
Miembro activo de la sociedad civil que trabajaba día y noche para llevar sonrisas a los niños, su actitud fue muy similar al del popular Patch Adams. 
Durante todo su desempeño intentó, entre otras cosas, llevar alegría a la vida de los niños atrapados en esa ciudad que se ha convertido en el epicentro de la guerra en Siria.
El payaso Anás murió durante un bombardeo el 1 de diciembre de 2016 con tan solo veinticuatro años de edad, llevado a cabo supuestamente por fuerzas rusas y sirias. Anás había rechazado abandonar la asediada Alepo para continuar su labor como voluntario ayudando a los civiles y dando regalos a los niños en las calles para traerles esperanza. Se había comprometido en matrimonio dos meses antes.